# Bessastaðir
Bessastaðir er den islandske præsidentbolig. Gården ligger i Álftanes, ikke langt fra hovedstaden Reykjavík.
Ifølge arkæologiske udgravninger skal stedet have været beboet siden 900-tallet. I 1200-tallet havde Snorri Sturluson en af sine mange gårde der. Efter drabet på Sturlasson i 1241, tilfaldt ejendommen den norske konge Håkon Håkonsson, og i middelalderen fungerede den som sæde for de øverste norske embedsmænd i landet og i 1600-tallet for de danske. I 1627 modstod gården et angreb fra nordafrikanske pirater. Den nuværende hovedbygning blev opført i 1761–66. Mellem 1805 og 1846 var Bessastaðir sæde for en skole, hvor mange af Islands betydeligste personligheder studerede. I 1867 blev ejendommen overtaget af digteren og politikeren Grímur Thomsen, som boede der i næsten to årtier. Blandt de senere ejere var redaktøren og altingsmanden Skúli Thoroddsen og hans hustru digteren Theodóra Thoroddsen.
I 1940 købte Sigurður Jónasson Bessastaðir ejendommen. Han skænkede i 1941 Bessastaðir til staten som bolig for den islandske regent, og siden republikkens indførelse i 1944 har gården fungeret som residens for den islandske præsident.